# Елвін Брукс Вайт
Елвін Брукс Вайт (англ. Elwyn Brooks White; 11 липня 1899 — 1 жовтня 1985) — американський письменник, публіцист, есеїст, літературний стиліст.

## Біографія
Народився в заможній родині виробника фортепіано, є онуком американського художника Вільяма Харта. Закінчив Корнелльський університет 1921 року і тоді ж почав працювати репортером і позаштатним кореспондентом. Писав для багатьох журналів і газет, протягом більшої частини свого життя був співробітником тижневика The New Yorker.
Помер 1 жовтня 1985 року в місті Норт Бруклін, штат Мен. Похований на місцевому цвинтарі Brooklin Cemetery.

## Праці
Його головними роботами вважаються The Elements of Style, стилістичний довідник англійської мови, і твори дитячої літератури «Павутиння Шарлотти» і «Стюарт Літтл».
- The Lady is Cold — Poems by E. B. W. (1929)
- Is Sex Necessary? Or, Why You Feel the Way You Do (1929, спільно з Джеймсом Тербаром)
- Subtreasury of American Humor (1941)
- One man's Meat (1942)
- The Wild Flag (1943)
- Стюарт Літтл (1945)
- Here Is New York (1949)
- Павутиння Шарлотти (1952)
- The Second Tree From The Corner (1954)
- The Elements of Style (спільно з Вільямом Странком, молодшим) (1959, опублікована 1972, 1979, 1999, 2005)
- The Points of My Compass (1962)
- Letters of E. B. White (1976)
- Essays of E. B. White (1977)
- Poems and Sketches of E. B. White (1981)
- Writings from «The New Yorker» (1990)
- In the Words of E. B. White (2011)

## Нагороди
- Newbery Honor (1953)
- 1963 року нагороджений Президентською медаллю свободи.
- Children's Literature Legacy Award (1970).
- 1978 року став володарем Пулітцерівської премії за особливі заслуги (Pulitzer Prize Special Citations and Awards).
- Премія імені Г. К. Андерсена.
- PEN New England Award.